# 任中鳳
任中鳳（？—17世紀），字鶴伯，陝西西安府臨潼縣人，明朝、南明政治人物。

## 生平
崇禎三年（1630年）中舉人，次年（1631年）聯捷進士，授河南鄢陵縣知縣，升兵部职方司主事，十年升武库司员外郎，十一年升江西右參議，不久加升副使，十二年调江西岭北道副使。轉任雲南按察使，持奏疏到寶雞，得知西安被攻破後入華山，弘光年間和兄長不再出仕，身着隐士衣服，遊歷四十年。卒祀忠義祠。

## 家族
父任一元，追贈知縣。兄任中麟，崇禎七年進士。

## 引用
1. 1 2  錢海岳《南明史·卷三十五·列傳第十一》：（弘光）時山東司道：……（任中麟）弟中鳳，字鶴伯，崇禎四年進士。鄢陵知縣，累擢雲南按察使。齎疏至寶雞，聞西安破，入華山。皆杜門四十年乃卒。
2. ↑  乾隆《臨潼縣志·卷六·選舉》：崇禎三年庚午科（舉人） 任中鳳 辛未進士
3. ↑  《崇祯四年辛未科进士三代履历》：任中鳳，鹤伯，诗二房，丁未三月二十三日生。长安籍临潼人，庚午四十一，會二百十五，三甲一百五十六名。通政司政，授鄢陵知县，本省同考，授职方司主事，丁丑升武库司员外，戊寅升江西右參議，戊寅加升付使，己卯调江西，岭北道。曾祖天常。祖九洲。父一元。
4. ↑  乾隆《臨潼縣志·卷七·人物》：任中麟，前志（曰）中麟字孔書，弟中鳳字鶴伯，父一元，性慈善好施，崇禎間屢蠲粟濟貧，全活甚眾。……中鳳先其兄成進士，授鄢陵令，歷雲南按察司，決獄平允。逆闖變後皆強仕，杜門謝公卿，角巾野服遊林下，且四十年，風節矯然。 今祀忠義